# Robin Millar (Politiker)

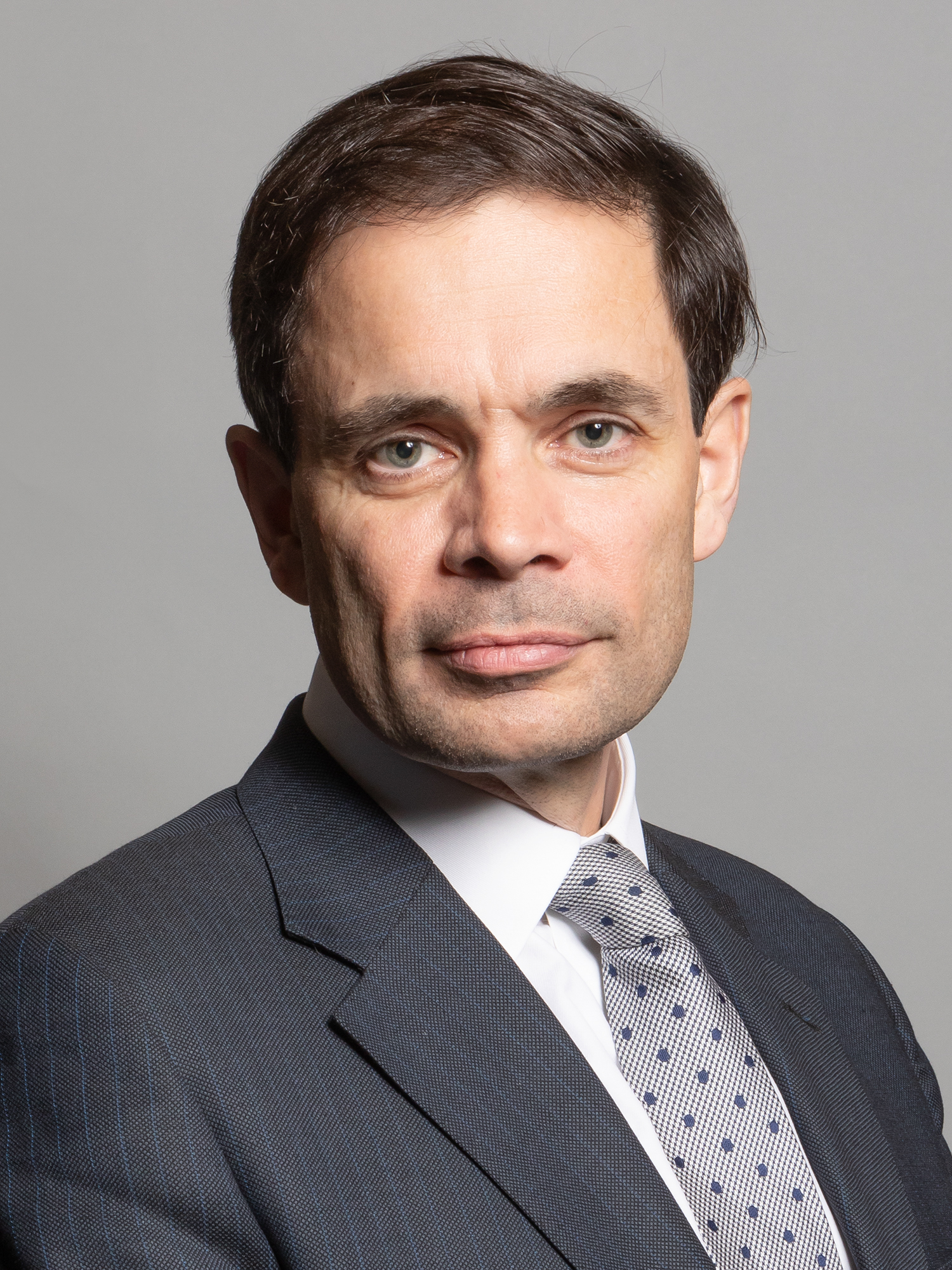
Robin Millar (2020)

Robin John Millar (* Oktober 1968 in Bangor, Wales) ist ein britischer Politiker (Conservative Party). Er ist seit der Wahl von 2019 Mitglied im Unterhaus für den Wahlkreis Aberconwy.

## Politische Laufbahn
Millars politische Laufbahn begann 2011, als er Mitglied im Forest Heath Council für den Stimmbezirk All Saints in Newmarket wurde. Millar wurde stellvertretender Vorsitzender des Forest Heath Council und Bürgermeister von Newmarket. Er wurde dann Mitglied sowohl im Suffolk County Council für Newmarket und Red Lodge als auch im West Suffolk District Council für Newmarket North. 2019 wurde er Abgeordneter im Unterhaus.
Bei der Unterhauswahl von 2010 hatte er im Wahlkreis Arfon kandidiert, er erreichte den 2. Platz mit 16,7 % der Stimmen. Er ist seit 2009 Leiter und Kurator der Conservative Christian Fellowship.